# Marshall (Alaska)
Marshall ist ein Ort mit dem Status einer City in der Kusilvak Census Area in Alaska. Das U.S. Census Bureau hatte bei der Volkszählung 2020 eine Einwohnerzahl von 492 ermittelt. Das Eskimo-Dorf liegt im Yupik-Sprachenraum.

## Geographische Lage
Marshall liegt im Westen von Alaska am östlichen Ufer des Poltes Slough, ein rechter Seitenarm des unteren Yukon River. Im Süden erstreckt sich das Yukon-Kuskokwim-Delta. Der etwa 38 m hoch gelegene Ort befindet sich an der nordöstlichen Grenze des Schutzgebietes Yukon Delta National Wildlife Refuge. Nahe der Ortschaft befindet sich ein Flugplatz, der Marshall Don Hunter Sr. Airport (⊙) (IATA-Flughafencode: MLL; ICAO-Code: PADM) mit einer 976 Meter langen Schotterpiste. Die nächstgelegenen Orte sind Russian Mission, 41 km ostsüdöstlich, und Pilot Station, 42 km westnordwestlich.

## Geschichte
Der Ort war den Yupik-Eskimos als Massercullermiut, einem Sumpf am Unterlauf des Yukon bekannt, die dort Lachse fingen. 1880 traf eine Expedition auf ein hier befindliches Eskimo-Dorf, das in der Sprache der Yupik Uglouaia hieß.
1913 wurde der Ort im Zuge des Goldrausches zu einer Goldrauschstadt namens Fortuna Ledge, nach dem ersten im Ort geborenen Kind, Fortuna Hunter, an der Flussboote aufgrund der Lage des Ortes an einen Arm des Yukon gut anlegen konnten. 1915 wurde ein Postamt errichtet und die Einwohnerzahl stieg auf mehr als 1000 Bewohner. Die Ortschaft wurde später nach Thomas Riley Marshall, der von 1913 bis 1921 Vizepräsident der Vereinigten Staaten war, benannt und als Marshall’s Landing bekannt. Nach dem Abflachen des Rausches wurde der Ort fast zu einer Geisterstadt. Nachdem das Village 1970 zu einer „City“ 2. Klasse wurde, benannte man sie wieder in Fortuna Ledge um. Sie wurde aber allgemein weiterhin als Marshall's Landing bezeichnet, sodass man ihr 1984 offiziell den Namen Marshall gab.
Heute ist der Ort größtenteils wieder ein Wohnplatz der Yupik. Der Verkauf, die Einfuhr und der Besitz von Alkohol sind in Marshall verboten.

## Demografie
Zum Zeitpunkt der Volkszählung im Jahre 2020 (U.S. Census 2020) hatte Marshall 492 Einwohner auf einer Landfläche von 10,52 km². Von den Einwohnern waren 8 Weiße, 2 afrikanisch-amerikanischer und 464 amerikanisch-indianischer Abstammung.
Beim Zensus im Jahr 2000 wurden 349 Einwohner gezählt, 2010 waren es 414. Somit war die Bevölkerungsentwicklung in den letzten Jahren ansteigend.